# Nephodia mundaoides
Nephodia mundaoides là một loài bướm đêm trong họ Geometridae.